# 布拉班特公爵館
布拉班特公爵館（法語：Maison des Ducs de Brabant）是位於比利時首都布魯塞爾大廣場東側的一座建築，為古典巴洛克式風格。